# .bf
.bf là tên miền Internet quốc gia (ccTLD) dành cho Burkina Faso. Nó được quản lý bởi DELGI. Nơi đăng ký mà được IANA nối đến vào tháng 10 năm 2005 thuộc về website của công ty viễn thông ONATEL. Nó liên kết đến trang không tồn tại, và hình như không có thêm thông tin nào ở website ONATEL để đăng ký. Tuy nhiên, có một tập tin (định dạng Microsoft Word) dường như là đơn đăng ký chính thứ tại website của người khác.